# Frontier County
Frontier County ist ein County im Bundesstaat Nebraska der Vereinigten Staaten. Der Verwaltungssitz (County Seat) ist Stockville.

## Geographie
Das County liegt südwestlich des geographischen Zentrum von Nebraska, ist im Süden etwa 40 km von Kansas entfernt und hat eine Fläche von 2438 Quadratkilometern, wovon 14 Quadratkilometer Wasserfläche sind. An das Frontier County grenzen folgende Countys:
|                  | Lincoln County    | Dawson County |
| Hayes County     |                   | Gosper County |
| Hitchcock County | Red Willow County | Furnas County |

## Geschichte
Frontier County wurde 1872 gebildet. Benannt wurde es nach seiner Lage entlang des Grenzverlaufs  im späten 19. Jahrhundert.
Zwei archäologische Fundstätten des Countys sind im National Register of Historic Places eingetragen (Stand 11. Februar 2018).

## Demografische Daten

Alterspyramide des Frontier Countys (Stand: 2000)

Nach der Volkszählung im Jahr 2000 lebten im Frontier County 3099 Menschen in 1192 Haushalten und 828 Familien. Die Bevölkerungsdichte betrug 1 Einwohner pro Quadratkilometer. Ethnisch betrachtet setzte sich die Bevölkerung zusammen aus 98,29 Prozent Weißen, 0,10 Prozent Afroamerikanern, 0,26 Prozent amerikanischen Ureinwohnern, 0,26 Prozent Asiaten und 0,39 Prozent aus anderen ethnischen Gruppen; 0,71 Prozent stammten von zwei oder mehr Ethnien ab. 0,97 Prozent der Bevölkerung waren spanischer oder lateinamerikanischer Abstammung.
Von den 1192 Haushalten hatten 31,4 Prozent Kinder und Jugendliche unter 18 Jahre, die bei ihnen lebten. 62,5 Prozent waren verheiratete, zusammenlebende Paare, 4,8 Prozent waren allein erziehende Mütter, 30,5 Prozent waren keine Familien, 26,3 Prozent waren Singlehaushalte und in 12,3 Prozent lebten Menschen im Alter von 65 Jahren oder darüber. Die Durchschnittshaushaltsgröße betrug 2,48 und die durchschnittliche Familiengröße lag bei 3,02 Personen.
Auf das gesamte County bezogen setzte sich die Bevölkerung zusammen aus 26,0 Prozent Einwohnern unter 18 Jahren, 11,3 Prozent zwischen 18 und 24 Jahren, 22,8 Prozent zwischen 25 und 44 Jahren, 23,0 Prozent zwischen 45 und 64 Jahren und 16,9 Prozent waren 65 Jahre alt oder darüber. Das Durchschnittsalter betrug 38 Jahre. Auf 100 weibliche Personen kamen 100,5 männliche Personen. Auf 100 Frauen im Alter von 18 Jahren oder darüber kamen statistisch 98,5 Männer.
Das jährliche Durchschnittseinkommen eines Haushalts betrug 33.038 USD, das Durchschnittseinkommen der Familien betrug 38.664 USD. Männer hatten ein Durchschnittseinkommen von 25.792 USD, Frauen 16.941 USD. Das Prokopfeinkommen betrug 16.648 USD. 9,3 Prozent der Familien und 12,2 Prozent der Bevölkerung lebten unterhalb der Armutsgrenze. Davon waren 9,9 Prozent Kinder oder Jugendliche unter 18 Jahre und 8,3 Prozent waren Menschen über 65 Jahre.

## Orte im County
- Curtis
- Eustis
- Freedom
- Maywood
- Moorefield
- Orafino
- Quick
- Stockville